# 하종진
하종진(1905년 7월 18일 ~ 1981년 4월 7일)은 한국의 독립운동가이다. 

## 생애
경남 함양에서 태어났다. 1919년 3월 경남 함양군 안의면에서 독립만세시위가 일어나자 태극기를 군중에게 나누어주며 참여하면서 독립운동에 투신하였다.
1922년 10월 대구고보의 맹휴운동을 주동하였다가 일경에 피체되어 고문을 받았다. 1923년 5월 경성전차회사 파업을 주도하여 민족차별대우에 항거하며 항일투쟁을 펴다 서대문형무소에 투옥되었다. 1925년 9월 29일 대구 신정 이금이의 집에서 신재모·방한상 등과 회합하여 무정부주의를 실현하는 단체를 조직하기로 결의하고 30일에 대구 서성정 대구노동회관 내에서 진우연맹(眞友聯盟)이라는 비밀결사를 조직하였다. 1926년 5월 이금이의 집에서 회합하고 일본과 상해의 동지들과 제휴하여 8월 10일을 기해 상해의 고삼현으로부터 폭탄을 입수, 대구 시내의 주요관청 폭파, 각 관서의 수뇌 주살(誅殺), 번화가점포 파괴 등을 계획했지만, 일경에 피체되었다. 그는 1927년 7월 5일 대구지방법원에서 치안유지법 위반으로 징역 2년형에 집행유예 4년을 언도받았다.
1990년에 대한민국 정부에서는 건국훈장 애족장을 추서하였다.

## 가족
- 박환희(외손녀)

## 참고 자료
- 국가보훈처 공훈록 - 하종진